# Iberolacerta
Iberolacerta ist eine Gattung der Echten Eidechsen (Lacertidae) die disjunkt in bergigen Regionen des südlichen Europa vorkommt. Das Verbreitungsgebiet umfasst das zentrale Portugal, das zentrale und nördliche Spanien, die französischen Pyrenäen, das nordwestliche Kroatien, Slowenien und die angrenzenden Gebiete Norditaliens. Vorkommen von I. horvathi im südlichen Deutschland beruhen wahrscheinlich auf Aussetzung durch den Menschen.

## Merkmale
Iberolacerta-Arten sind kleine Eidechsen, die eine Kopf-Rumpf-Länge von bis zu 85 mm erreichen. Kopf und Körper sind leicht abgeflacht. Ausgewachsene Weibchen werden größer als die Männchen. Auf der Prämaxillare sitzen sieben bis neun Zähne, das Flügelbein ist unbezahnt. Der Hemipenis der Männchen besitzt kronenförmige Tuberkeln und hakenartige Stacheln.
Die Grundfärbung der Eidechsen ist braun oder grau, seltener grün oder bläulich. Der Rücken ist mit Streifen, Bändern, einem dunklen Streifen entlang der Rückenmitte oder zwei Punktreihen gemustert. Die Männchen von I. cyreni, I. galani und I. monticola besitzen eine von den Weibchen abweichende Färbung und haben grüne Rücken und marmorierte Flanken. Auf der Schulterregion zeigt sich bei I. monticola, I. galani und I. martinezricai ein blauer Fleck. Die Bauchseite ist weißlich, hellgelb, orangegelb oder grün gefärbt, manchmal mit einem bläulichen oder pinken Einschlag. Der Übergang zwischen Bauch- und Flankenfärbung ist, außer bei I. aurelioi, mit blauen Punkten markiert. Die Kehle hat normalerweise die gleiche Färbung wie der Bauch. Nur bei I. aurelioi und I. horvathi ist die Kehle weiß, während der Bauch gelb ist. Die Bauchseite kann einfarbig sein oder Flecken aufweisen. Jungtiere besitzen oft leuchtend grünliche oder blaue Schwänze.

## Lebensraum
Die meisten Iberolacerta-Arten kommen ausschließlich im Gebirge und häufig in großen Höhen vor. Sie bevorzugen felsige Habitate mit glatten Felsoberflächen oder leben auf und unter Geröll. Lediglich I. monticola lebt im Nordwesten von Spanien auch auf Meereshöhe in feuchten Tälern und Klippen.

## Fortpflanzung
Während der Paarung beißen die Männchen in die Flanken der Weibchen. Ein Gelege besteht für gewöhnlich aus drei bis zehn Eiern. Die Embryos in frisch gelegten Eiern sind bei den in den Pyrenäen heimischen Arten oft schon weit entwickelt, ähnlich weit, wie bei der ovoviviparen Waldeidechse (Zootoca vivipara). Die Zeit bis zum Schlupf ist relativ kurz und beträgt bei Gefangenschaftsnachzuchten 30 bis 33 Tage.

## Arten

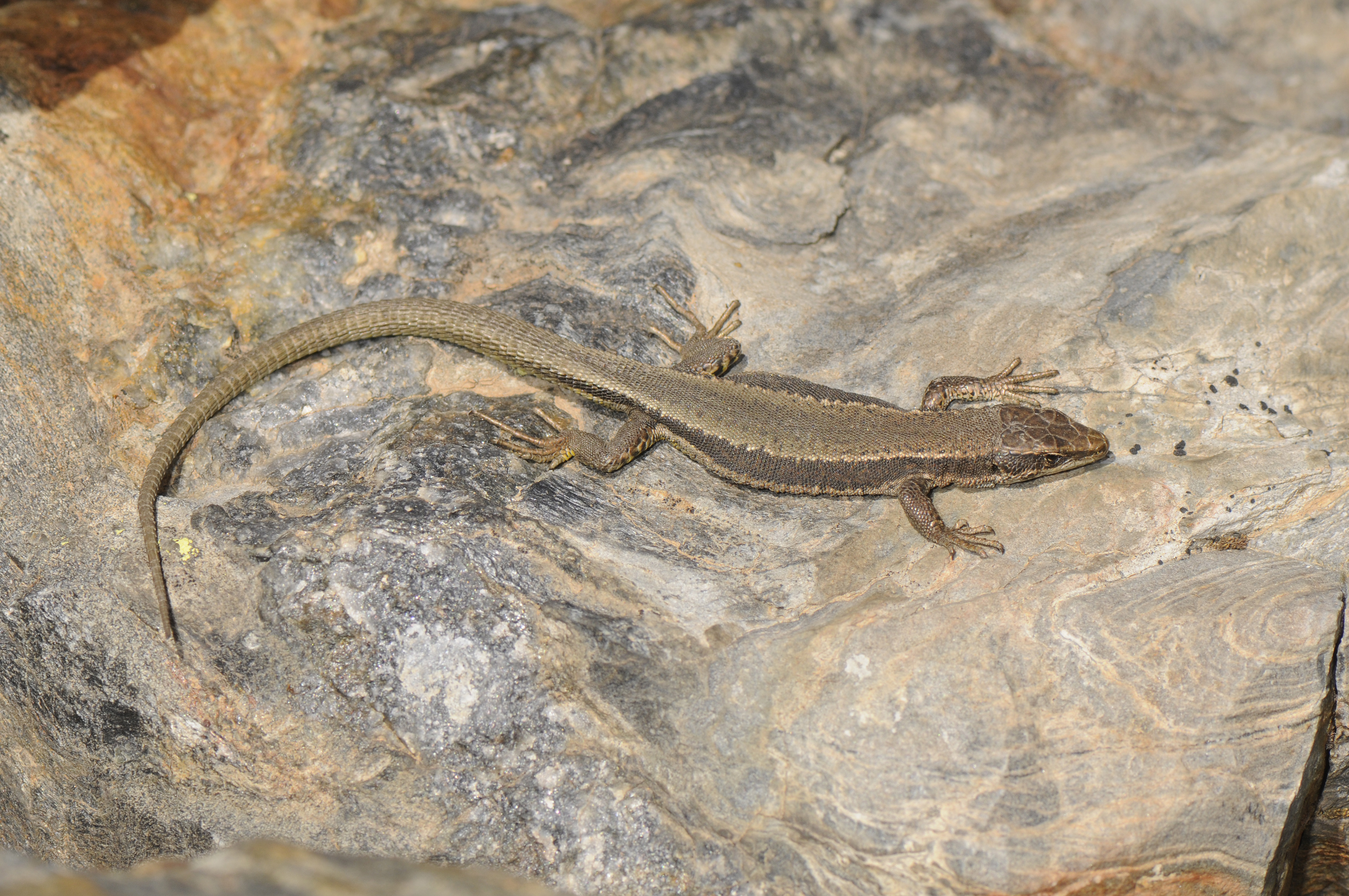
Aurelios Gebirgseidechse (Iberolacerta aurelioi)

- Spanische Gebirgseidechse (Iberolacerta cyreni (Müller & Hellmich, 1937))
- Galans Gebirgseidechse (Iberolacerta galani Arribas, Carranza & Odierna, 2006)
- Kroatische Gebirgseidechse (Iberolacerta horvathi (Méhely, 1904))
- Martinez-Rica-Gebirgseidechse (Iberolacerta martinezricai (Arribas, 1996))
- Iberische Gebirgseidechse (Iberolacerta monticola (Boulenger, 1905))

Untergattung Pyrenesaura (Arten der Pyrenäen)
- Val-d’Aràn-Gebirgseidechse (Iberolacerta aranica (Arribas, 1993))
- Aurelios Gebirgseidechse (Iberolacerta aurelioi (Arribas, 1994))
- Pyrenäen-Gebirgseidechse (Iberolacerta bonnali (Lantz, 1927))